# Морская волшебница
«Морская волшебница, или Бороздящий океаны» (англ. The Water-Witch, or The Scimmer of Seas) — историко-приключенческий роман американского писателя Джеймса Фенимора Купера, опубликованный в 1830 году. Его действие происходит главным образом на море.

## Сюжет
Действие романа происходит в 1710-х годах в Нью-Йорке и прилегающей части Атлантики. Капитан пиратской бригантины «Морская волшебница» Том Румпель по прозвищу Бороздящий океаны похищает дочь богатого нью-йоркского торговца Алинду де Барбери, а поклонник похищенной капитан Ладлоу отправляется на поиски. Когда на корабль Ладлоу нападают французы, Бороздящий океаны приходит к нему на помощь и побеждает врага, а потом отдаёт пленницу. Ладлоу предлагает пирату свою дружбу и покровительство английских властей, но тот предпочитает продолжить свободную жизнь в океане.

## Создание и оценки

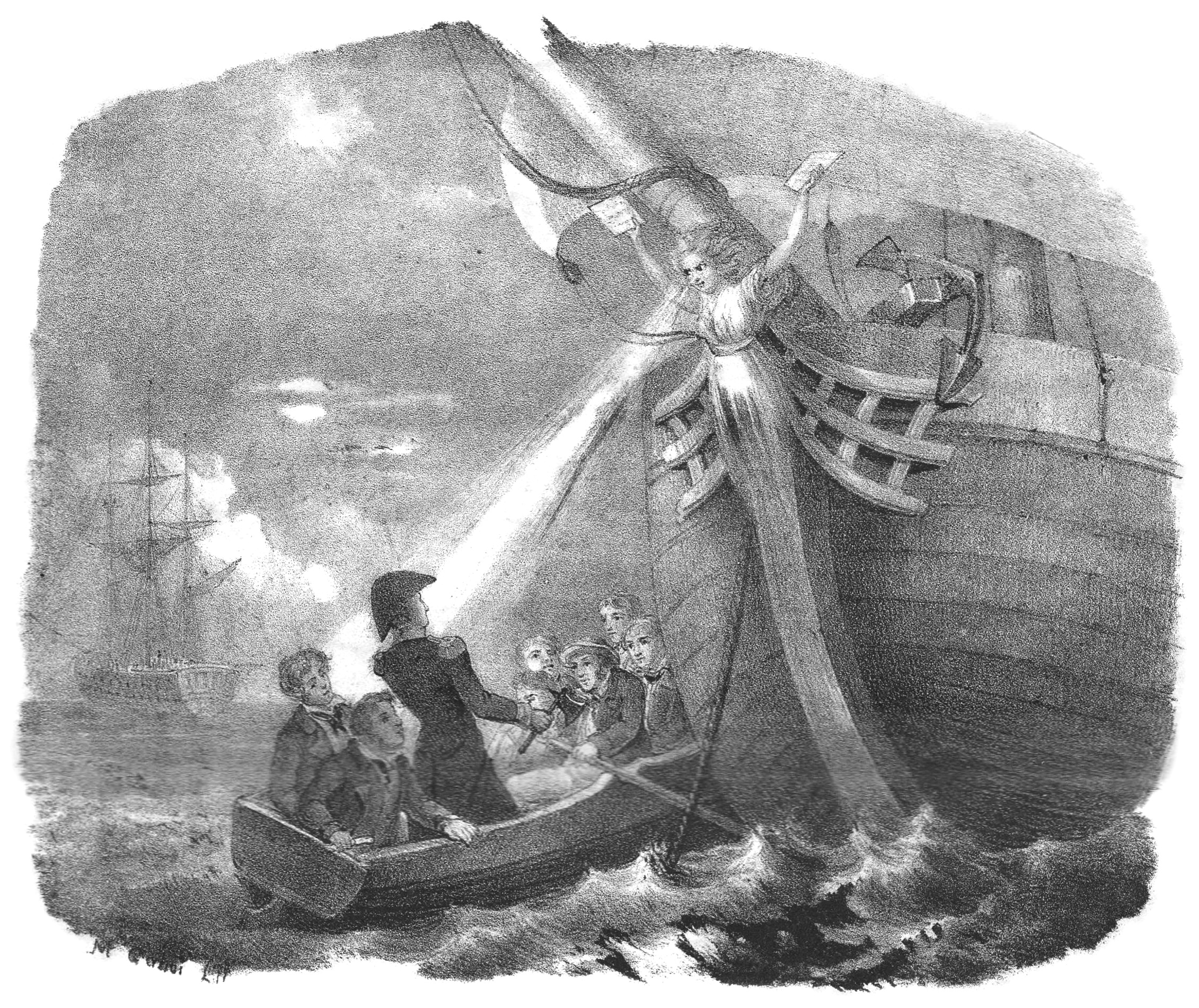

Купер написал роман в 1829 году во время своего европейского путешествия, когда жил на вилле близ Неаполя. Он хотел опубликовать книгу небольшим тиражом в Риме, чтобы потом разослать экземпляры своим британским и американским издателям, но столкнулся с запретом папской цензуры. Как выяснилось, цензоров не устроила одна фраза в самом начале: «Рим можно отыскать лишь по руинам храмов и поверженным колоннам». В итоге Купер издал «Морскую волшебницу» в Дрездене, вскоре после этого она вышла в США и Великобритании.
Критики отмечали, что на этот роман существенно повлияла итальянская обстановка: даже в американских пейзажах явно угадываются европейские реалии. В описании нью-йоркских нравов начала XVIII века заметна идеализация (особенно в том, что касается расового вопроса), но сцены морской жизни написаны очень реалистично. Один из первых рецензентов, Чарльз Силсфилд из «Нью-Йорк миррор», отметил в своём отзыве: «Наш автор, безусловно, умеет писать по-английски, хотя его стилю и недостает простоты и краткости». Тот же критик заявил, что «Морская волшебница» слишком схожа с предыдущим романом Купера, «Красный корсар». «Каждый читатель неизбежно увидит это тождество, несмотря на то, что они отличаются ростом и цветом волос, — написал Силсфилд. — „Морская волшебница“ — это тот же прекрасный корабль, что мы видели в „Красном корсаре“. И в каждом романе одна и та же скрытная девица, действующая в той же сомнительной роли…».
В честь «Морской волшебницы» получил своё название город Уотервитч в штате Нью-Джерси.